# Haplochromis oligolepis
 Haplochromis oligolepis és una espècie de peix de la família dels cíclids i de l'ordre dels perciformes.

## Morfologia
Els mascles poden assolir els 8,3 cm de longitud total.

## Distribució geogràfica
Es troba al llac Victòria (Uganda).